# Červen Brjag
Červen Brjag (in bulgaro Червен бряг?) è un comune bulgaro situato nella Regione di Pleven di 35 742 abitanti (dati 2009). La sede comunale è nella località omonima

## Località
Il comune è formato dall'insieme delle seguenti località:
- Breste
- Glava
- Gornik
- Devenci
- Kojnare
- Lepica
- Radomirci
- Rakita
- Reselec
- Rupci
- Suhače
- Teliš
- Červen Brjag (sede comunale)
- Čomakovci